# Galatasaray Spor Kulübü Basketbol 2012-2013
Questa voce raccoglie le informazioni riguardanti il Galatasaray Spor Kulübü Basketbol nelle competizioni ufficiali della stagione 2012-2013.

## Stagione
La stagione 2012-2013 del Galatasaray Spor Kulübü Basketbol è la 47ª nel massimo campionato turco di pallacanestro, la Türkiye 1. Basketbol Ligi.

## Roster
Aggiornato al 18 giugno 2022.
| Galatasaray Medical Park 2012-13 | Galatasaray Medical Park 2012-13 |
| Giocatori                        | Staff tecnico                    |
| -------------------------------- | -------------------------------- |

| N. | Naz.                                                     | Ruolo | Nome                   | Anno | Alt.   | Peso   |  |
| -- | -------------------------------------------------------- | ----- | ---------------------- | ---- | ------ | ------ |  |
| 5  | Stati Uniti (bandiera)                                   | G     | Jamont Gordon          | 1987 | 194 cm | 102 kg |  |
| 6  | Turchia (bandiera)                                       | C     | Doğukan Sönmez         | 1992 | 206 cm | 100 kg |  |
| 7  | Turchia (bandiera)                                       | G     | Göksenin Köksal        | 1991 | 196 cm | 86 kg  |  |
| 8  | Turchia (bandiera)                                       | P     | Can Korkmaz            | 1992 | 188 cm | 80 kg  |  |
| 9  | Georgia (bandiera)                                       | G     | Manuchar Mark'oishvili | 1986 | 197 cm | 91 kg  |  |
| 10 | Slovenia (bandiera)                                      | P     | Jaka Lakovič           | 1978 | 186 cm | 84 kg  |  |
| 14 | Turchia (bandiera)                                       | PG    | Engin Atsür            | 1984 | 189 cm | 85 kg  |  |
| 15 | Turchia (bandiera)                                       | C     | Sertaç Şanlı           | 1991 | 212 cm | 110 kg |  |
| 17 | Turchia (bandiera)                                       | AP    | Cenk Akyol             | 1987 | 197 cm | 94 kg  |  |
| 19 | Turchia (bandiera)                                       | AC    | Furkan Aldemir         | 1991 | 207 cm | 105 kg |  |
| 21 | Senegal (bandiera)                                       | C     | Boniface Ndong         | 1977 | 213 cm | 111 kg |  |
| 25 | Serbia (bandiera)                                        | AG    | Milan Mačvan           | 1989 | 206 cm | 120 kg |  |
| 30 | Porto Rico (bandiera)                                    | P     | Carlos Arroyo          | 1979 | 188 cm | 84 kg  |  |
| 33 | Turchia (bandiera)                                       | P     | Ender Arslan (C)       | 1983 | 188 cm | 82 kg  |  |
| 34 | Stati Uniti (bandiera)                                   | GA    | David Hawkins          | 1982 | 195 cm | 95 kg  |  |
| 35 | Stati Uniti (bandiera) · Turchia (bandiera)              | AC    | Erwin Dudley           | 1981 | 204 cm | 111 kg |  |
| 44 | Stati Uniti (bandiera) · Bosnia ed Erzegovina (bandiera) | GA    | Henry Domercant        | 1980 | 193 cm | 95 kg  |  |

| Allenatore                                                            |
| - Ergin Ataman                                                        |
| Assistente/i                                                          |
| - Yakup Sekizkök Legenda - (C) Capitano - (IN) Inattivo - Infortunato |

## Mercato

### Sessione estiva
| Acquisti | Acquisti        | Acquisti         | Acquisti               | Acquisti |
| R.a      | Nome            | da               | Modalità               |          |
| -------- | --------------- | ---------------- | ---------------------- | -------- |
| G        | Jamont Gordon   | CSKA Mosca       | definitivo             |          |
| GA       | Henry Domercant | UNICS Kazan'     | definitivo             |          |
| P        | Can Korkmaz     | Darüşşafaka      | definitivo             |          |
| C        | Boniface Ndong  | Barcellona       | definitivo             |          |
| AP       | Cenk Akyol      | Anadolu Efes     | definitivo             |          |
| GA       | David Hawkins   | Beşiktaş         | definitivo (500.000 $) |          |
| C        | Doğukan Sönmez  | Darüşşafaka      | fine prestito          |          |
| AG       | Milan Mačvan    | Maccabi Tel Aviv | definitivo (250.000 €) |          |
| PG       | Engin Atsür     | Fenerbahçe       | definitivo             |          |
| AC       | Erwin Dudley    | Beşiktaş         | definitivo             |          |

| Cessioni | Cessioni         | Cessioni      | Cessioni       | Cessioni |
| R.       | Nome             | a             | Modalità       |          |
| -------- | ---------------- | ------------- | -------------- | -------- |
| P        | Tutku Açık       | Beşiktaş      | fine contratto |          |
| G        | Jamon Gordon     | Anadolu Efes  | fine contratto |          |
| AP       | Preston Shumpert | Aliağa Petkim | fine contratto |          |
| GA       | Nihad Đedović    | Barcellona    | fine prestito  |          |
| C        | Lukša Andrić     | Cedevita      | fine contratto |          |
| G        | Evren Büker      | Karşıyaka     | fine contratto |          |
| AG       | Cevher Özer      | Beşiktaş      | fine contratto |          |
| AC       | Boris Savović    | Stella Rossa  | fine contratto |          |
| AP       | Caner Topaloğlu  | Karşıyaka     | fine contratto |          |
| G        | Josh Shipp       | Free agent    | fine contratto |          |
| AP       | Haluk Yıldırım   |               | ritirato       |          |

### Dopo l'inizio della stagione
| Acquisti | Acquisti               | Acquisti    | Acquisti        | Acquisti               |
| R.       | Nome                   | da          | Data            | Modalità               |
| -------- | ---------------------- | ----------- | --------------- | ---------------------- |
| P        | Carlos Arroyo          | Free agent  | 4 gennaio 2013  | definitivo             |
| G        | Manuchar Mark'oishvili | Pall. Cantù | 28 gennaio 2013 | definitivo (500.000 $) |

| Cessioni | Cessioni     | Cessioni          | Cessioni        | Cessioni    |
| R.       | Nome         | a                 | Data            | Modalità    |
| -------- | ------------ | ----------------- | --------------- | ----------- |
| P        | Jaka Lakovič | Scandone Avellino | 23 gennaio 2013 | rescissione |